# Dave Freeman Open 2014
Die Dave Freeman Open 2014 fanden vom 21. bis zum 23. Februar 2014 in San Diego statt. Es war die 57. Austragung dieser internationalen Meisterschaften im Badminton.

## Sieger und Platzierte
| Disziplin    | Gold                                      | Silber                         | Bronze                                 |
| ------------ | ----------------------------------------- | ------------------------------ | -------------------------------------- |
| Herreneinzel | Yoga Pratama                              | Sittichai Viboonsin            | Agusriadi Wijaya Amphie                |
| Herreneinzel | Yoga Pratama                              | Sittichai Viboonsin            | Siraroj Phanpuchara                    |
| Dameneinzel  | Bo Rong                                   | Jing Yu Hong                   | Emily Zhang                            |
| Dameneinzel  | Bo Rong                                   | Jing Yu Hong                   | Nadia Susanto                          |
| Herrendoppel | Leonard Holvy de Pauw Sittichai Viboonsin | Nguyễn Quang Minh Pratik Patel | Agusriadi Wijaya Amphie Alan Shekhtman |
| Herrendoppel | Leonard Holvy de Pauw Sittichai Viboonsin | Nguyễn Quang Minh Pratik Patel | Mu He Sarun Vivatpatanakul             |
| Damendoppel  | Eva Lee Paula Obanana                     | Thuy Hoang Jing Yu Hong        | Jacqueline Ko Emily Zhang              |
| Damendoppel  | Eva Lee Paula Obanana                     | Thuy Hoang Jing Yu Hong        | Bo Rong Nadia Susanto                  |
| Mixed        | Christian Christianto Eva Lee             | Mu He Bo Rong                  | Tony Gunawan Nadia Susanto             |
| Mixed        | Christian Christianto Eva Lee             | Mu He Bo Rong                  | Sarun Vivatpatanakul Jing Yu Hong      |